# Epigomphus clavatus
Epigomphus clavatus är en trollsländeart som beskrevs av Belle 1980. Epigomphus clavatus ingår i släktet Epigomphus och familjen flodtrollsländor. IUCN kategoriserar arten globalt som starkt hotad. Inga underarter finns listade i Catalogue of Life.